# Dysphania tasmanicaria
Dysphania tasmanicaria är en fjärilsart som beskrevs av Achille Guenée 1858. Dysphania tasmanicaria ingår i släktet Dysphania och familjen mätare. Inga underarter finns listade i Catalogue of Life.